# Gloxinia erinoides
Gloxinia erinoides är en tvåhjärtbladig växtart som först beskrevs av Dc., och fick sitt nu gällande namn av Roalson och Boggan. Gloxinia erinoides ingår i släktet Gloxinia och familjen Gesneriaceae. Inga underarter finns listade i Catalogue of Life.

## Bildgalleri

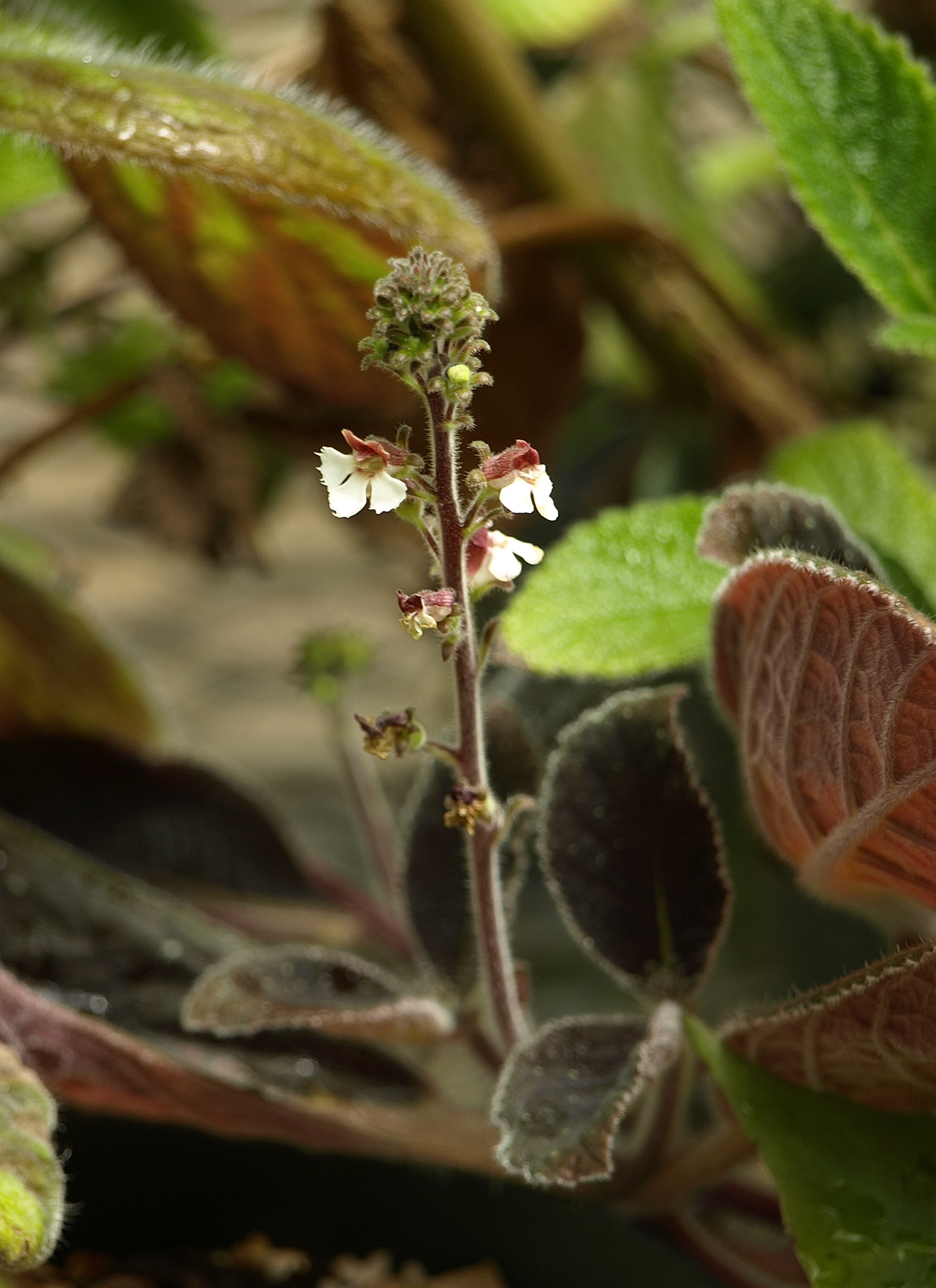